# Gong Yoo
Gong Ji-chul (hangul: 공지철; rr: Gong Ji-cheol; nascido em 10 de julho de 1979), mais conhecido por seu nome artístico Gong Yoo (hangul: 공유; rr: Gong Yu), é um ator sul-coreano mais conhecido por ter protagonizado papéis em dramas de televisão como Round 6 (2021-), Coffee Prince (2007) e Guardian: The Lonely and Great God (2016-2017), além dos filmes Silenced (2011), The Age of Shadows (2016) e Train to Busan (2016).

## Carreira

### 2001–2006: Início, primeiros trabalhos eCoffee Prince
Gong Yoo se graduou no curso de teatro na Universidade Kyung Hee. Ele iniciou sua carreira artística como um VJ na Mnet em 2000 e estreou como ator no drama School 4 em 2001. Posteriormente, Gong interpretou uma série de papéis de apoio em dramas e filmes e também apresentou o programa de música Music Camp em 2004.
Em 2005, ele conseguiu seu primeiro papel principal em Biscuit Teacher and Star Candy da SBS. Mais tarde estrelou a comédia romântica The 1st Shop of Coffee Prince da MBC, que o levou ao estrelato. A popularidade do drama não só solidificou seu status de protagonista, mas também o fez uma estrela da chamada onda hallyu.

### 2008–2015: Serviço militar e retorno
Em 14 de janeiro de 2008 Gong Yoo alistou-se no serviço militar obrigatório, ele passou oito meses no serviço ativo em Cheorwon e posteriormente foi transferido para a Agência de Defesa da Mídia, onde trabalhou no departamento de relações públicas, tornando-se um DJ para a estação de rádio do exército. Gong obteve sua despensa em 8 de dezembro de 2009.

Ele fez seu retorno artístico através do filme de comédia romântica Finding Mr. Destiny, que obteve um bom êxito de bilheteria na Coreia do Sul. Gong então  iniciou com a produção de uma adaptação teatral do romance de Gong Ji-young, The Crucible, que foi lançado internacionalmente sob o nome de Silenced. O filme lançado em 2011, provocou uma indignação pública, levando a uma reabertura das investigações sobre os incidentes sobre os quais, tanto o romance como o filme se baseiam. Este fato levou a uma reforma legislativa, onde um projeto de lei sobre crimes sexuais contra menores e deficientes foi reformulado e aprovado em outubro do mesmo ano.

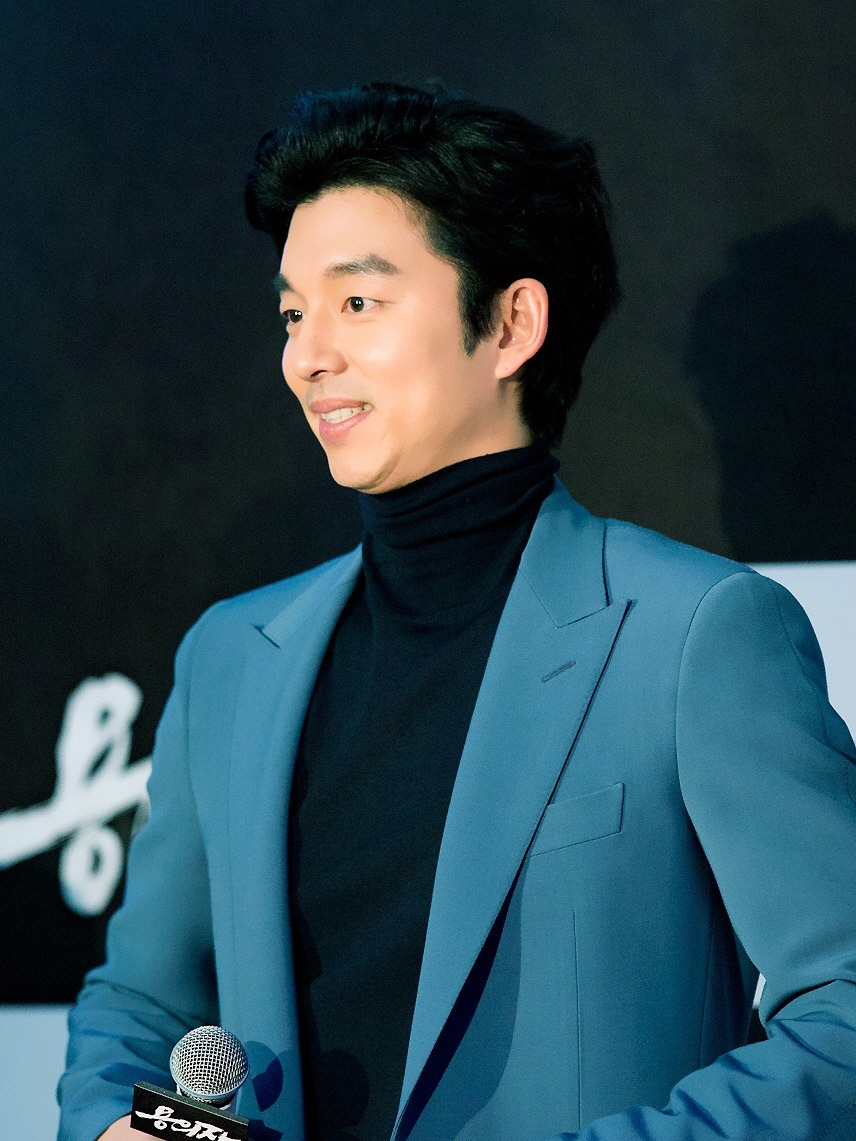
Gong Yoo em dezembro de 2013

Em 2012, Gong estrelou junto com Lee Min-jung o drama Big, escrito pelas irmãs Hong. No ano seguinte, ele voltou a atuar no cinema com o filme The Suspect e em novembro do mesmo ano, recebeu o título de representante especial do Fundo das Nações Unidas para a Infância (UNICEF) na Coreia do Sul, em conjunto com a celebração do aniversário de vinte anos da adoção da Convenção internacional sobre os direitos da criança. Após a sua nomeação, ele visitou diversos países no mundo, afim de conscientizar sobre a situação das crianças em países subdesenvolvidos.
Em 7 de julho de 2014, Gong juntamente com a atriz Ha Ji-won foram nomeados como os embaixadores do Serviço Nacional de Impostos. A dupla estrelou campanhas tanto em cartazes como nas ruas, que incentivavam o pagamento honesto de impostos.

### 2016–presente: Nova ascensão na carreira
Em 2016, Gong experimentou uma nova ascensão em sua carreira. Seu primeiro filme durante o ano foi o melodrama A Man and a Woman, ao lado da atriz Jeon Do-yeon. Ele também estrelou o filme Train to Busan, que obteve um grande êxito de bilheteria, ultrapassando onze milhões de entradas somente na Coreia do Sul. Mais tarde, seu terceiro filme no ano, The Age of Shadows, ultrapassou seis milhões de entradas em duas semanas.
Em dezembro do mesmo ano, Gong Yoo retornou à televisão no drama de fantasia e romance, Guardian: The Lonely and Great God, interpretando o protagonista Goblin, o mesmo alcançou um grande êxito na Coreia do Sul e o ator recebeu o prêmio de Melhor Ator no Baeksang Awards.

## Filmografia

### Cinema
| Ano  | Título                  | Papel         | Notas                                                       |
| ---- | ----------------------- | ------------- | ----------------------------------------------------------- |
| 2003 | My Tutor Friend         | Lee Jong-soo  |                                                             |
| 2004 | Spy Girl                | Choi Ko-bong  |                                                             |
| 2004 | Superstar Mr. Gam       | Park Chul-soo |                                                             |
| 2004 | S Diary                 | Yoo-in        |                                                             |
| 2005 | She's on Duty           | Kang No-young |                                                             |
| 2007 | Like a Dragon           | Park Chul     | Adaptação em filme do jogo Ryu Ga Gotoku                    |
| 2010 | Finding Mr. Destiny     | Han Gi-joon   | Adaptação em filme do teatro musical Finding Kim Jong-wook  |
| 2011 | Silenced                | Kang In-ho    | Adaptação em filme do romance The Crucible de Gong Ji-young |
| 2013 | The Suspect             | Ji Dong-chul  |                                                             |
| 2016 | A Man and a Woman       | Ki-hong       |                                                             |
| 2016 | Train to Busan          | Seok-woo      |                                                             |
| 2016 | The Age of Shadows      | Kim Woo-jin   |                                                             |
| 2019 | Kim Ji-young: Born 1982 | Jung Dae-hyun |                                                             |
| 2020 | Seo Bok                 | Ki-heon       |                                                             |

### Televisão
| Ano       | Título                             | Papel                        | Rede    | Notas                          |
| --------- | ---------------------------------- | ---------------------------- | ------- | ------------------------------ |
| 2001      | School 4                           | Hwang Tae-young              | KBS2    | Ep. 29 ao 48                   |
| 2002      | Whenever the Heart Beats           | Park Chan-ho                 | KBS2    |                                |
| 2002      | Hard Love                          | Seo Kyung-chul               | KBS2    |                                |
| 2003      | 20 Years                           | Seo Joon                     | SBS     |                                |
| 2003      | Best Theater: Flying Saucer        | Ki Jin                       | MBC     | Ep. 533                        |
| 2003      | Screen                             | Kim Joon-pyo                 | SBS     |                                |
| 2003      | My Room, Your Room                 | Kim Sung Joon                |         | Drama para Internet da SayClub |
| 2005      | Biscuit Teacher and Star Candy     | Park Tae-in                  | SBS     |                                |
| 2006      | One Fine Day                       | Seo Gun                      | MBC     |                                |
| 2007      | The 1st Shop of Coffee Prince      | Choi Han-kyul                | MBC     |                                |
| 2012      | Big                                | Seo Yoon-jae/Kang Kyung-joon | KBS2    |                                |
| 2013      | Dating Agency: Cyrano              | Magician                     | tvN     | Aparição no ep. 9              |
| 2016-2017 | Guardian: The Lonely and Great God | Kim Shin                     | tvN     |                                |
| 2021      | O Mar da Tranquilidade             | Han Yoon-jae                 | Netflix |                                |

### Aparições em vídeos musicais
| Ano  | Canção     | Artista       |
| ---- | ---------- | ------------- |
| 2014 | "How I Am" | Kim Dong Ryul |

### Apresentação
| Ano                                         | Programa                     | Role         | Episódios                                  | Rede | Notas  |
| ------------------------------------------- | ---------------------------- | ------------ | ------------------------------------------ | ---- | ------ |
| 2004                                        | Music Camp                   | Apresentador | 10 de janeiro de 2004 a 3 de julho de 2004 | MBC  | [ 28 ] |
| 2008-2009 (durante seu alistamento militar) | 장병가요 베스트 (Best Music) | Apresentador | episódios 155~186                          | KFN  | [ 29 ] |
| 2008-2009 (durante seu alistamento militar) | 공유가 기다리는 20시         | DJ           | 371 episódios                              | KFN  | [ 2 ]  |

## Prêmios e indicações
| Ano  | Premiação                                   | Categoria                                 | Trabalho indicado                  | Resultado | Ref.   |
| ---- | ------------------------------------------- | ----------------------------------------- | ---------------------------------- | --------- | ------ |
| 2002 | KBS Drama Awards                            | Melhor Novo Ator                          | Hard Love                          | Indicado  |        |
| 2003 | SBS Drama Awards                            | Prêmio de Nova Estrela                    | Screen                             | Venceu    | [ 30 ] |
| 2005 | SBS Drama Awards                            | Prêmio de Excelência, Ator em Minissérie  | Biscuit Teacher and Star Candy     | Indicado  |        |
| 2006 | MBC Drama Awards                            | Prêmio Especial, Ator em Minissérie       | One Fine Day                       | Venceu    |        |
| 2007 | Mnet 20's Choice Awards                     | Melhor Estilo                             | —                                  | Venceu    | [ 31 ] |
| 2007 | MBC Drama Awards                            | Prêmio de Excelência, Ator                | Coffee Prince                      | Venceu    | [ 32 ] |
| 2007 | MBC Drama Awards                            | Prêmio de popularidade, Ator              | Coffee Prince                      | Indicado  |        |
| 2007 | MBC Drama Awards                            | Prêmio de Melhor Casal (com Yoon Eun-hye) | Coffee Prince                      | Indicado  |        |
| 2011 | Blue Dragon Film Awards                     | Melhor Ator                               | Silenced                           | Indicado  |        |
| 2011 | Blue Dragon Film Awards                     | Prêmio de Estrela Popular                 | Silenced                           | Venceu    | [ 33 ] |
| 2012 | Baeksang Arts Awards                        | Melhor Ator (Filme)                       | Silenced                           | Indicado  |        |
| 2012 | KBS Drama Awards                            | Prêmio de Excelência, Ator em Minissérie  | Big                                | Indicado  |        |
| 2012 | KBS Drama Awards                            | Prêmio de Melhor Casal (com Lee Min-jung) | Big                                | Indicado  |        |
| 2013 | Seoul International Drama Awards            | Ator Coreano Excepcional                  | Big                                | Indicado  |        |
| 2014 | Chunsa Film Art Awards                      | Melhor Ator                               | The Suspect                        | Indicado  |        |
| 2014 | Taxpayers' Day                              | Recomendação presidencial                 | —                                  | Venceu    |        |
| 2014 | 22nd Korea Culture and Entertainment Awards | Prêmio de Excelência, Ator em Filme       | The Suspect                        | Venceu    |        |
| 2017 | Asian Film Awards                           | Melhor Ator                               | Train to Busan                     | Indicado  |        |
| 2017 | Baeksang Arts Awards                        | Melhor Ator (TV)                          | Guardian: The Lonely and Great God | Venceu    | [ 26 ] |
| 2017 | Chunsa Film Art Awards                      | Melhor Ator                               | Train to Busan                     | Indicado  |        |
| 2020 | Brand Customer Loyalty Award                | Modelo de Publicidade                     | —                                  | Venceu    |        |